# Сімон Сандберг
Сімон Крістер Сандберг (швед. Simon Christer Sandberg, нар. 25 березня 1994, Партілле, Швеція) — шведський футболіст, захисник клубу «Геккен».

## Ігрова кар'єра

### Клубна
Сімон Сандберг народився у містечку Партілле, що поблизу Гетеборга. Є вихованцем гетеборзького клубу «Геккен». У березні 2013 року захисник дебютував у першій команді «чорно-жовтих». У 2016 році Сандберг допоміг своєму клубу тріумфувати у національному Кубку.
Влітку 2016 року Сандберг підписав трирічний контракт з болгарським клубом «Левскі». Але постійні травми і пошкодження не давали змоги футболісту закріпитися в основі софійського клубу і наприкінці 2017 року контракт було розірвано за згодою сторін.
Перед початком сезону 2018 року Сандберг повернувся до Швеції, де приєднався до складу столичного клуба «Гаммарбю». У 2019 році футболіст продовжив дію контракту з клубом до 2022 року.
21 лютого 2023 року підписав трирічний контракт зі своїм колишнім клубом «Геккен».

### Збірна
Сімон Сандберг грав у складі юнацьких та молодіжної збірних Швеції. У січні 2020 року у товариському матчі проти збірної Косово Сандберг дебютував у національній збірній Швеції.

## Особисте життя
Батько Сімона — Денніс Сандберг є професійним тренером з гандболу.

## Досягнення
- Володар Кубка Швеції (3):

«Геккен»: 2015/16, 2022/23
«Гаммарбю»: 2020/21